# The Young Americans

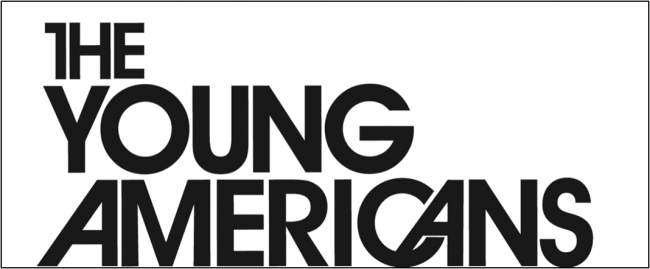
Logo de la banda ⋘ The Young Americans⋙

The Young Americans es la banda sonora de la película The Young Americans realizada en 1993 y dirigida por David Arnold. La banda sonora está integrada por 13 canciones. En este trabajo se destaca la presencia de bandas importantes como Stereo MC's y Nine Inch Nails. Entre los solistas destaca la cantante y compositora islandesa Björk quien interpreta la canción “Play Dead” junto a David Arnold. Björk también participa como vocalista de fondo para las canciones “Openning Titles” y “Leaving London”.

## Lista de canciones
1. Cathode ray (0:27) - Sheep on Drugs
2. Gave up (3:51) - Nine Inch Nails
3. Opening titles (3:59) - David Arnold
4. Don't let up (4:31) - Stereo MC's
5. Explosión (0:46) - David Arnold
6. Uberman (5:43) - Sheep on Drugs
7. He's watching me (3:01) - David Arnold
8. Hypocrisy is the greatest luxury (4:36) - The Disposable Heroes of Hiphocresy
9. Christian's requiem (5:24) - David Arnold
10. Stop the confusión (Music mix) (3:06) - Keith le Blanc & Tim Simenon
11. 15 minutes of fame (3:54) - Sheep on Drugs
12. Leaving London (1:17) - David Arnold
13. Play dead (3:44) - Björk & David Arnold (muestra MP3 (enlace roto disponible en Internet Archive; véase el historial, la primera versión y la última).)